# Ozra Amander Hadley

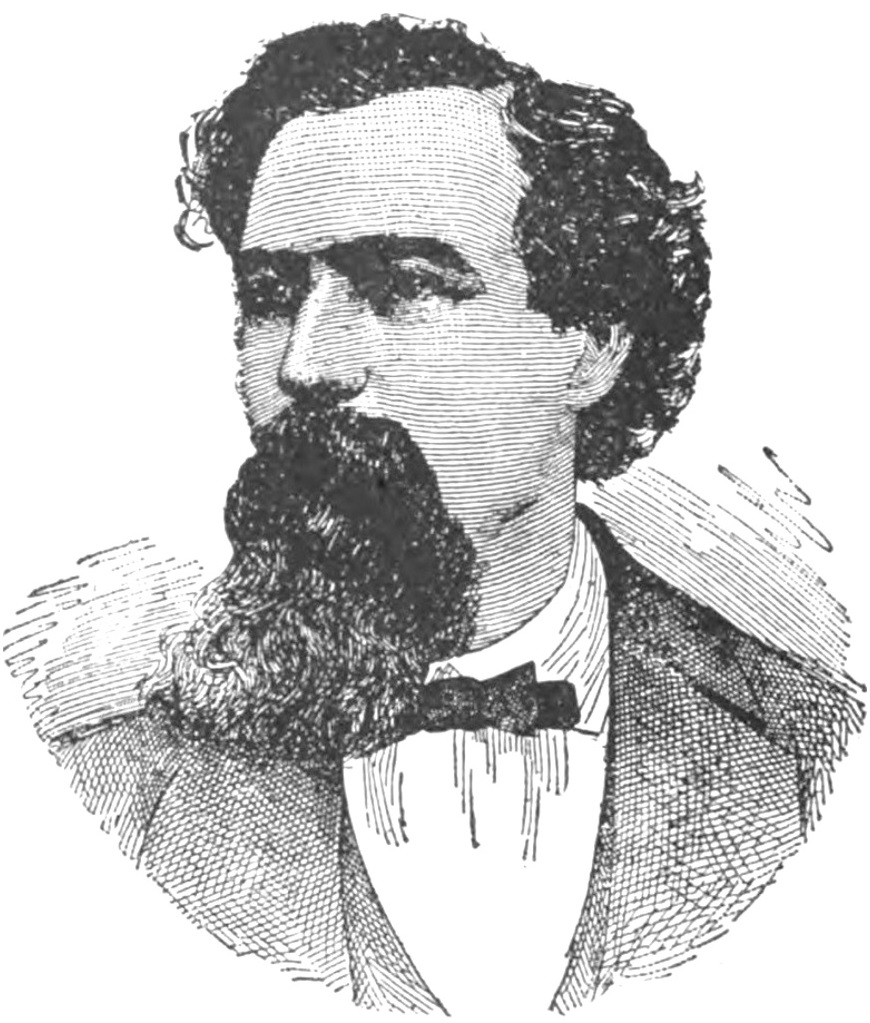
Ozra Amander Hadley

Ozra Amander Hadley (* 30. Juni 1826 in Cherry Creek, New York; † 18. Juli 1915 im Mora County, New Mexico) war ein US-amerikanischer Politiker und zwischen 1871 und 1873 Gouverneur von Arkansas.

## Frühe Jahre und politischer Aufstieg
Hadley besuchte die öffentlichen Schulen seiner Heimat und anschließend die Fredonia Academy. Im Jahr 1855 zog er nach Minnesota, wo er als Farmer und Bezirksrevisor tätig war. 1865 zog er nach Little Rock, der Hauptstadt von Arkansas, wo er einen Laden eröffnete. Ab 1869 war er als Mitglied der Republikanischen Partei politisch aktiv. Zwischen 1869 und 1871 war er Mitglied im Senat von Arkansas und sogar dessen Präsident. In dieser Eigenschaft musste er nach dem Rücktritt von Gouverneur Powell Clayton das Amt des Gouverneurs kommissarisch übernehmen, nach dem der eigentliche Vizegouverneur schon vorher zurückgetreten war.

## Gouverneur von Arkansas
Hadley war ein Anhänger von Gouverneur Clayton und setzte dessen Politik fort. Im Unterschied zu den Zeiten seines Vorgängers verlief seine Amtszeit, die am 6. Januar 1873 endete, friedlicher. Die Gewalt im Staat hatte etwas nachgelassen. In den politischen Auseinandersetzungen jener Jahre schlug sich Hadley auf die Seite der radikalen Republikaner. 

## Weiterer Lebenslauf
Nach dem Ende seiner kurzen Amtszeit verbrachte Hadley zunächst ein Jahr in Europa. Nach seiner Rückkehr erhielt er eine Anstellung bei der Landverwaltungsbehörde in Little Rock. Zwischen 1877 und 1881 war er ebenfalls in Little Rock Leiter der Postverwaltung. In seiner Zeit wurden erstmals Postsendungen direkt an die Empfänger zugestellt. Nach dem Ende dieser Tätigkeit befasste sich Hadley mit der Viehzucht. Sowohl in Colorado als auch in New Mexico betrieb er eine Ranch. Die Quellenangaben über seinen Sterbeort sind unterschiedlich. Während die Arkansas Encyclopedia behauptet Hadley sei 1910 nach Los Angeles gezogen und dort 1915 verstorben, geht die National Governor Association und die englische Wikipedia Version davon aus, dass Hadley auf seiner Ranch im Mora County in New Mexico verstorben sei.